# Odysseas Elytis
Odysseas Elytis (græsk Οδυσσέας Ελύτης, pseudonym for Odysseas Alepoudelis, græsk Οδυσσέας Αλεπουδέλης) (født 2. november 1911 i Heraklion på Kreta, død 18. marts 1996 i Athen) var en græsk forfatter og billedkunstner.
Elytis havde et nært forhold til franske surrealistiske poeter og billedkunstnere, blandt dem malerne Pablo Picasso og Henri Matisse, som også illustrerede nogle af Elytis' værker.
Flere af Elytis' digte er blevet tonesat af to af de fremmeste græske komponister fra det 20. århundrede, nemlig Mikis Theodorakis og Manos Hadjidakis. I Frankrig bidrog sangeren Angélique Ionatos til at gøre hans digte kendt af et bredere publikum.
I 1979 blev Odysseas Elytis tildelt Nobelprisen i litteratur «for sin poesi, som med sanselig styrke og intellektuelt klarsyn skildrer det moderne menneskes kamp for frihed og kreativ udfoldelse, med den græske tradition som bagtæppe».